# Karl Rodžers
Karl Ransom Rodžers (8. januar 1902 – 4. februar 1987) bio je američki psiholog i jedan od osnivača humanističkog pristupa (ili pristupa usredsređenog na klijenta) psihologiji. Rodžers se smatra jednim od osnivača psihoterapijskog istraživanja, a za svoja pionirska istraživanja počastvovan je nagradom za izuzetni naučni doprinos Američkog psihološkog udruženja (APA) 1956. godine.
Gledište nedirektivne terapije, njegov jedinstveni pristup razumevanju ličnosti i ljudskih odnosa, našlo je široku primenu u raznim domenima, kao što su psihoterapija i savetovanje (terapija orijentisana na klijenta), obrazovanje (nastava usmerena na studenta), organizacije i druge grupe. Za njegov profesionalni rad, APA mu je dodelila nagradu za istaknuti profesionalni doprinos psihologiji 1972. godine. U studiji Stivena Dž. Hagbluma i njegovih kolega koji su koristili šest kriterijuma kao što su citati i priznanja, Rodžers je proglašen za šestog najeminentnijeg psihologa 20. veka, i drugog među kliničarima, neposredno iza Sigmunda Frojda. Na osnovu ankete iz 1982. od 422 ispitanika američkih i kanadskih psihologa, smatran je najuticajnijim psihoterapeutom u istoriji (Frojd je bio na trećem mestu).

## Biografija
Rodžers je rođen 8. januara 1902, u Ouk Parku u Ilinoisu, predgrađu Čikaga. Njegov otac, Volter A. Rodžers, bio je građevinski inženjer, kongregacionalista po denominaciji. Njegova majka, Džulija M. Kušing, bila je domaćica i posvećena baptiskinja. Karl je bio četvrto od šestoro dece.
Rodžers je bio bistro dete i mogao je da čita dugo vremena pre vrtića. Nakon školovanja u strogom religioznom i etičkom okruženju kao oltarski dečak u internatu Džimpli, postao je prilično izolovana, nezavisna i disciplinovana osoba, te je stekao znanje i razvio uvažavanje za naučnu metodu u praktičnom svetu. Njegov prvi izbor karijere bila je poljoprivreda, na Univerzitetu Viskonsin-Madison, gde je bio deo bratstva Alfa Kapa Lambda, tome je sledila istorija, a zatim religija. Sa 20 godina, nakon njegovog putovanja u Peking u Kini, na međunarodnu hrišćansku konferenciju 1922. godine, počeo je da sumnja u svoja verska uverenja. Tokom perioda u kome je razmatrao svoj izbor karijere, on je prisustvovao seminaru pod nazivom „Zašto ulazim u svešteničku službu?”, nakon čega je odlučio da promeni kurs svoje karijere. Godine 1924, on je diplomirao na Univerzitetu u Viskonsinu i upisao se na Junion teološko semenište u Njujork Sitiju. Kasnije je postao ateista. Iako je na početku njegove karijere smatran ateistom, Rodžers je u kasnijim godinama kvalifikovan kao agnostik. Tokom njegovog kasnijeg perioda on je isto tako često govorio o duhovnosti. Torn, koji je poznavao Rodžersa i radio sa njim u više navrata tokom njegovih poslednjih deset godina, piše da ga je „u kasnijim godinama otvorenost za iskustvo primorala da prizna postojanje dimenzije kojoj je pridodao mistično svojstvo, spiritualnost i transcendentalnst.” Rodžers je zaključio da postoji područje „izvan” naučne psihologije, carstvo koje je on veličao kao „neopisivo, duhovno”.

## Teorija
Rodžersova teorija sopstva se smatra humanističkom, egzistencijalnom i fenomenološkom. Direktno se zasniva na teoriji ličnosti „fenomenskog polja” Kombsa i Snajga (1949). Rodžersova razrada njegove teorije je opsežna. O tome je napisao 16 knjiga i još mnogo članaka u časopisima. Pro;aska i Norkros (2003) navode da je Rogers „dosledno zastupao empirijsku evaluaciju psihoterapije. On i njegovi sledbenici su pokazali da humanistički pristup sprovođenju terapije i naučni pristup proceni terapije ne moraju da budu nekompatibilni“.

## Izabrani radovi Karla Rodžersa
- Rogers, Carl, and Carmichael, Leonard (1939). The Clinical Treatment of the Problem Child.. Boston; New York: Houghton Mifflin Company.
- Rogers, Carl (1942). Counseling and Psychotherapy: Newer Concepts in Practice.. Boston; New York: Houghton Mifflin Company.
- Rogers, Carl. (1951). Client-Centered Therapy: Its Current Practice, Implications and Theory. London: Constable. ISBN 1-84119-840-4.
- Rogers, C.R (1957). „The necessary and sufficient conditions of therapeutic personality change”. Journal of Consulting and Clinical Psychology. 21 (2): 95—103. PMID 13416422. doi:10.1037/h0045357..
- Rogers, Carl. (1959). A Theory of Therapy, Personality and Interpersonal Relationships as Developed in the Client-centered Framework. In (ed.) S. Koch, Psychology: A Study of a Science. Vol. 3: Formulations of the Person and the Social Context. New York: McGraw Hill.
- Rogers, Carl. (1961). On Becoming a Person: A Therapist's View of Psychotherapy. London: Constable. ISBN 1-84529-057-7.. Excerpts
- Rogers, Carl (1969). Freedom to Learn: A View of What Education Might Become (1st изд.). Columbus, Ohio: Charles Merill. Excerpts
- Rogers, Carl. (1970). On Encounter Groups. New York: Harrow Books, Harper and Row. ISBN 0-06-087045-1.
- Rogers, Carl (1977). On Personal Power: Inner Strength and Its Revolutionary Impact..
- Rogers, Carl. (nd, @1978). A personal message from Carl Rogers. In: N. J. Raskin. Raskin, Nathaniel J. (2004). Contributions to Client-centered Therapy and the Person-centered Approach. PCCS Books. ISBN 1-898059-57-8.. (pp. v-vi). Herefordshire, United Kingdom: PCCS Books, Ross-on-the-Wye.
- Rogers, Carl (1980). A Way of Being. Boston: Houghton Mifflin..
- Rogers, Carl. and Stevens, B. (1967). Person to Person: The Problem of Being Human.. Lafayette, CA: Real People Press.
- Rogers, Carl, Lyon, Harold C., & Tausch, Reinhard (2013). On Becoming an Effective Teacher—Person-centered Teaching, Psychology, Philosophy, and Dialogues with Carl R. Rogers and Harold Lyon. London: Routledge. ISBN 978-0-415-81698-4.
- Rogers, C.R., Raskin, N.J., et al. (1949). A coordinated research in psychotherapy. Journal of Consulting Psychology, 13, 149-200. Cited in: N.J. Raskin, The first 50 years and the next 10. Person-Centered Review, 5(4), November 1990, 364-372.

## Literatura
- Cornelius-White, J. H. D. (2007). Learner-centered teacher-student relationships are effective: A meta-analysis. Review of Educational Research, 77 (1), 113-143.
- Raskin, N (2004). Contributions to Client-Centered Therapy and the Person-Centered Approach.. Herefordshire, Ross-on-the-Rye, UK: PCCS Books.
- Farber, Barry A (1996). The psychotherapy of Carl Rogers: cases and commentary. Guilford Press.. (1998).
- Hall, C.S. & Linzey, G. (1957). Rogers self-theory. "Theories of Personality". (pp. 515–551). NY; John Wiley & Sons, Inc.
- Thorne, Brian (1992). Carl Rogers—Key Figures in Counselling and Psychotherapy series. Sage publications.
- Rogers, Carl, Lyon, Harold C., & Tausch, Reinhard (2013). On Becoming an Effective Teacher—Person-centered Teaching, Psychology, Philosophy, and Dialogues with Carl R. Rogers and Harold Lyon. London: Routledge. ISBN 978-0-415-81698-4.
- Mearns and Thorne, Person Centred Counselling in Action (Sage 1999)
- Arnold, Kyle (2014). „Behind the Mirror: Reflective Listening and its Tain in the Work of Carl Rogers” (PDF). The Humanistic Psychologist. 42 (4): 354—369. doi:10.1080/08873267.2014.913247.
- Bruno, Frank J. (1977). Client-Centered Counseling: Becoming a Person. In Human Adjustment and Personal Growth: Seven Pathways, pp. 362–370. John Wiley & Sons.
- Cooper, M., O'Hara, M, Schmid, P., and Wyatt, G. (2007). The Handbook of person-centered psychotherapy and counseling. London: Palgrave MacMillan.
- Rogers, Carl. (1961). On Becoming a Person. Houghton Mifflin Harcourt. ISBN 0-395-75531-X.
- Rogers, C (1957). „The necessary and sufficient conditions of therapeutic personality change”. Journal of Consulting Psychology. 21 (2): 95—103. PMID 13416422. doi:10.1037/h0045357.
- Rogers, Carl. (1959). A Theory of Therapy, Personality and Interpersonal Relationships as Developed in the Client-centered Framework. In (ed.) S. Koch, Psychology: A Study of a Science. Vol. 3: Formulations of the Person and the Social Context. New York: McGraw Hill.
- Rogers, Carl (1980). A Way of Being. Boston: Houghton Mifflin.
- Poyrazli, S. (2003). „Validity of Rogerian Therapy in Turkish Culture: A Cross-Cultural Perspective”. Journal of Humanistic Counseling, Education and Development. 42 (1): 107—115. doi:10.1002/j.2164-490x.2003.tb00172.x.
- Rogers, Carl (1951). "Client-Centered Therapy" Cambridge Massachusetts: The Riverside Press.
- Rogers, Carl, Lyon, HC, Tausch, R. (2013). On Becoming an Effective Teacher – Person-centered teaching, Psychology, Philosophy, and Dialogues with Carl R. Rogers and Harold Lyon. London: Routledge. ISBN 978-0-415-81698-4.. http://www.routledge.com/9780415816984/ Архивирано на веб-сајту  (22. јануар 2020)
- J.S., Armstrong (2012). „Natural Learning in Higher Education”. Encyclopedia of the Sciences of Learning. Heidelberg: Springer.
- Hoidn, S. (2017). Student-Centered Learning Environments in Higher Education Classrooms. New York, NY: Palgrave Macmillan.
- Kember, David (2009). „Promoting student-centred forms of learning across an entire university”. Higher Education. 58 (1): 1—13. doi:10.1007/s10734-008-9177-6.